# Джанхот Аккинский
Джанхот Аккинский (чечен. Аьккхийн Жанхот) — чеченский военачальник XIX века, наиб имама Шамиля, участник Кавказской войны (1832—1851). Выходец из тайпа Аккий. Является героем чеченского эпоса.

## Биография

### Ранние годы
Дата и место рождения Джанхота Аккинского неизвестны. Однако, предполагается, что он мог родиться на территории нынешнего Урус-Мартановского района Чеченской Республики, где издревле сосредоточены представители его рода лом-аьккхий (горные аккинцы).

### Кавказская война
В 1832—1840 годах возглавлял один из отрядов под командованием Исы Гендаргеноевского. Участвовал в обороне чеченских аулов во время масштабной экспедиции царского генерала Александра Вельяминова в Малую Чечню. Героически проявил себя в сражении на реке Валерик (1840).

### Гибель
Джанхот Акккинский погиб в бою с войсками Николая Слепцова в 1851 году. Похоронен в селении Танги-Чу Урус-Мартановского района Чеченской Республики.